# Ninguém É de Ninguém
"Ninguém é de Ninguém",  é uma canção da cantora brasileira de rock, Pitty, lançada oficialmente em 31 de Julho de 2019 como segundo single do álbum Matriz. Em 6 de setembro de 2019, lançara o EP, "Ninguém é de Ninguém: Remixes", com três faixas. Ainda em 2019 entrou para a trilha sonora da novela, Amor de Mãe (Rede Globo).

## Precedentes
Em 25 de maio de 2019, Pitty postou, em suas redes sociais, um retrato seu com a seguinte legenda: "a carinha de quem está doida pra soltar um spoiler mas NÃO VOU". No dia seguinte, ela postou uma selfie, com uma maquiagem mais pesada, e a legenda: "me faz queimar de novo", parte da canção Ninguém é de Ninguém, deixando seus seguidores com palpites desta ser o próximo single e videoclipe.

## Videoclipe
Após dois meses, em 26 de julho, Pitty anunciou o lançamento do single para 31 de julho de 2019 promovendo com três gifs e uma foto de partes do videoclipe da canção.
O videoclipe se inicia com duas pessoas se beijando, as imagens vão mudando, mostrando diversidade de pessoas até a cantora começar a cantar a canção. Aparentemente em um casarão, as pessoas se beijam, Pitty canta e dança em meio estas até estar deitada em um mar de gente (esta cena foi feita com poucas pessoas e multiplicado a quantidade na pós-produção). O vídeo termina com Pitty fechando uma porta dupla de madeira e com o mar de gente.

## Lista de faixas
Download digital
- Ninguém é de Ninguém — 3:07

Remixes
1. Ninguém é de Ninguém — 3:07
2. Ninguém é de Ninguém (Kishimoto Remix) — 2:57
3. Ninguém é de Ninguém (Marcelinho da Lua Remix) — 3:53

## Créditos

#### Ficha técnica (canção)
- Pitty - Voz e composição
- Martin - Guitarra
- Gui Almeida - Baixo
- Paulo Kishimoto - Synth
- Daniel Weksler - Bateria, Programação, Percussão e composição
- Rafael Ramos - Programação
- Produzido por Rafael Ramos
- Gravado nos Estúdios Family Mob e Tambor
- Engenheiro de Gravação: Jorge Guerreiro
- Mixado por Rafael Ramos no Estúdio Tambor
- Masterizado por Chris Gehringer no Sterling Sound

#### Ficha técnica (videoclipe)
- Um filme de Fernando Mencocini e Victor Alencar
- Direção - Fernando Mencocini
- Direção de Fotografia - Victor Alencar
- Produção - Mirante Estúdio de Criação e Etcetera Produções
- Assistente de Direção - Rafael Assunção
- Direção de Arte - Kaue Mazon
- Ass. Arte - Gago e Giovana Sayuri
- Ass. Câmera - Thiago Meira e Alice Sesoko
- Coordenador de Produção - Yuri Nishida
- Produção Executiva - Paulina Graciela
- Assistentes de Produção - Pedro Nunes, André Deds e Victoria Luiza
- Produção de Elenco - Raphael Yudi
- Stylist Pitty - Ju Maia
- Stylist Elenco - Caroline Isabel
- Ass. de Estilo Elenco - Gregory Almeida
- Beauty Pitty - Omar Bergea
- Ass. Beauty Pitty - Jonatan Nunes
- Beauty Elenco - Gabriela Rasa
- Ass. Beauty Elenco - Thauany Vanini
- Gaffer - Celso Donizete (Deda)
- Ass. Elétrica - Daniel Alves (Rasta), Giuliano Dos Santos e Isaac Nunes
- Foto Still - Murilo Amancio, Lucas Rosendo e Vinicius Cerchiari
- Making-of - Murilo Amancio e Ingrid Ciscato
- Cattering -AmarElas
- Agradecimentos - Casa Amarela e Roberta Cuzzatti

Elenco
- Amanda Passo
- Eva Rocha
- Fernanda Neri
- Flávia Carvalho
- Katia Braga
- Marcelly Rosa
- Fernando Santos
- Raphael Yudi
- Renan Gazotto
- Sergio Machado,
- Thiago Cuesta
- Wanderson Garcia